# Dar Al Amal

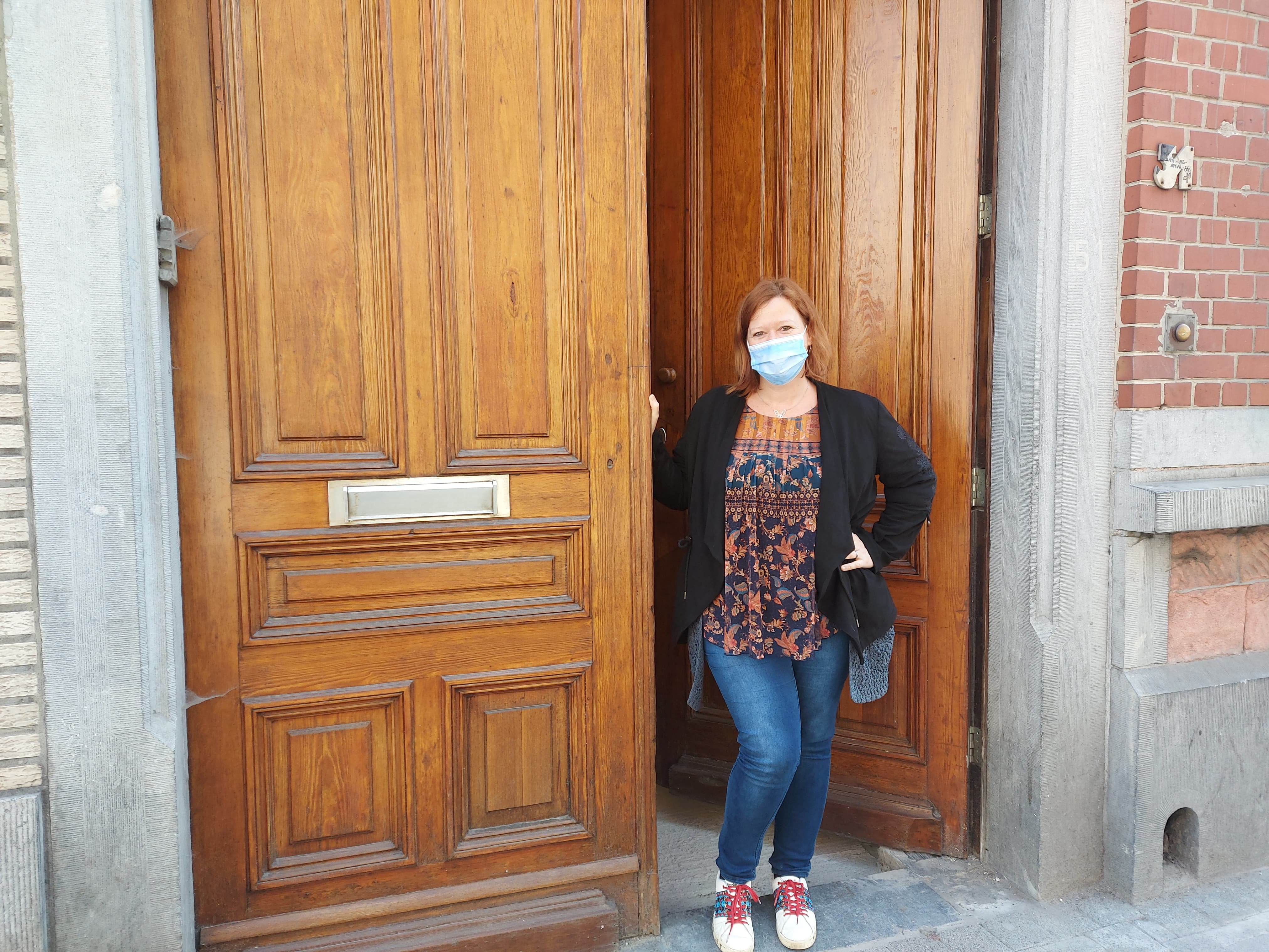
Coördinatrice Katelijn S. aan de ingang van Dar Al Amal in Molenbeek

Dar Al Amal (huis van de hoop in het Arabisch) is een vrouwenemancipatiehuis gelegen in de Ribaucourtstraat in Sint-Jans-Molenbeek. Dar Al Amal zorgt volgens de principes van de filosoof Paulo Freire voor de ontplooiing van de vrouw door samenwerking en dialoog. De werking zet in op het versterken en samenbrengen van vrouwen van alle culturen, overtuigingen en leeftijden.

## Ontstaan
Dar Al Amal is een van de eerste afzonderlijke werkingen van De Foyer. Het vrouwenemancipatiehuis werd opgericht in 1981 naar een idee van Loredana Marchi, directrice van De Foyer. Zij merkte in de jaren 1970 een enorme druk bij de eerste generatie Marokkaanse vrouwen in Molenbeek door hun drukke familieleven. Tevens was er een tekort aan kennis; ze waren vaak ongeletterd en kenden de plaatselijke taal niet. Elf jaar later werd een vzw opgericht om die problematiek aan te pakken. Het pand in de Ribaucourstraat werd door Phil Bosmans van de Bond zonder Naam aan De Foyer geschonken voor de oprichting van Dar Al Amal. De vzw vertoeft hier nog steeds.

## Werking en activiteiten
Dar Al Amal bestaat uit 335 leden, waarvan bijna de helft alleenstaand is. De leden hebben 24 verschillende nationaliteiten (merendeel Belg) en 27 verschillende origines (merendeel Marokkaans). De organisatie bereikt vooral lokale vrouwen, maar ook van Dendermonde en Sint-Pieters-Leeuw. De organisatie werkt met 17 vrijwilligsters en 2 voltijdse werkkrachten.
Vrouwen kunnen hier terecht voor tal van activiteiten, workshops of uitstappen georganiseerd door vrijwilligsters. In het begin van het schooljaar betalen de leden €50 voor een jaarprogramma naar eigen keuze. De cursussen bestaan uit taallessen (Frans, Nederlands, Engels), opvoedingsondersteuning of leren fietsen of zwemmen. Creatieve workshops zoals breien, naaien, theater en koken staan hier ook wekelijks op de planning. Tijdens de schoolvakanties worden er kleine uitstappen gepland voor leden en hun kinderen. Eén keer om de twee jaar gaan de vrouwen samen op reis; zo gingen ze al naar Auschwitz, Firenze en Stockholm.

### Coronaperiode
Tijdens de coronapandemie werden de activiteiten van de vereniging gereduceerd tot het minimum. De creatieve workshops werden volledig afgelast. De taallessen gingen eerst in groepen van 10 door in de klaslokalen ter plaatse, maar later schakelden ze ook over op afstandsonderwijs. Door gebrek aan digitale kennis bij de leden, voerden ze een digitaliseringscursus in waarbij ze de vrouwen leerden werken met apps als Teams, Zoom en WhatsApp. De reizen en maandelijkse ontmoetingsmaaltijden werden ook tijdelijk opgeschort. Na een zomer zonder activiteiten in 2020, mikt de organisatie nu op een staycation waarbij de leden kennis kunnen maken met gelijkaardige organisaties in andere steden van het land. Met collega's van De Foyer maakten de vrouwen filmpjes voor de vaccinatiecampagne in Molenbeek in verschillende talen. Zo hoopten ze een grotere groep mensen aan te spreken om zich te laten vaccineren om zo snel mogelijk het normale leven op te pikken.